# Rainer Brambach
Rainer Brambach (* 22. Januar 1917 in Basel als Reinhard Brambach; † 14. August 1983 ebenda) war ein deutsch-schweizerischer Schriftsteller.

## Leben
Rainer Brambach war der Sohn eines Klavierstimmers aus Rheinbach im Rheinland, Franz Philipp Brambach (1859–1940), der sich 1908 in Basel niedergelassen hatte. Seine Mutter hieß Mina Born (1876–1966) und stammte aus Niederbipp. Er wuchs im St. Johann-Quartier auf und absolvierte nach der Sekundarschule ab 1932 widerstrebend eine Flachmalerlehre. Anschließend ab 1934 arbeitete er auch als Möbelpacker, Torfstecher oder Werbetexter. In den 1930er Jahren unternahm er ausgedehnte Wanderungen durch Deutschland, Österreich und Frankreich.
Als Deutscher aus der Schweiz ausgewiesen, nahm er 1939 eine Stelle als Maler in Stuttgart an und wurde bei Kriegsausbruch zur deutschen Wehrmacht eingezogen. Er desertierte und ging zurück in die Schweiz, wo er zeitweise in Witzwil interniert war. Ab 1943 war er als Gartenbauarbeiter in Basel tätig, mit einem Intermezzo 1947–1951 im Graphikatelier Rolf Rappaz; ab 1959 lebte er in Basel als freier Schriftsteller. 1974 wurde er in Basel eingebürgert.
Rainer Brambachs Werk, das seit 1947 entstand, besteht im Wesentlichen aus Gedichten und Erzählungen. In seiner leisen, melancholischen Lyrik, die von der Naturerfahrung des Gärtners geprägt ist, pflegte er wie in seiner Prosa einen schlichten, zurückhaltenden Stil abseits der literarischen Moden. Entscheidende Förderung erhielt er durch Hans Bender, den Begründer und langjährigen Herausgeber der Literaturzeitschrift Akzente. Er wiederum vermittelte Werner Lutz wichtige Kontakte zu Dichtern und Herausgebern (wie z. B. Hans Bender).

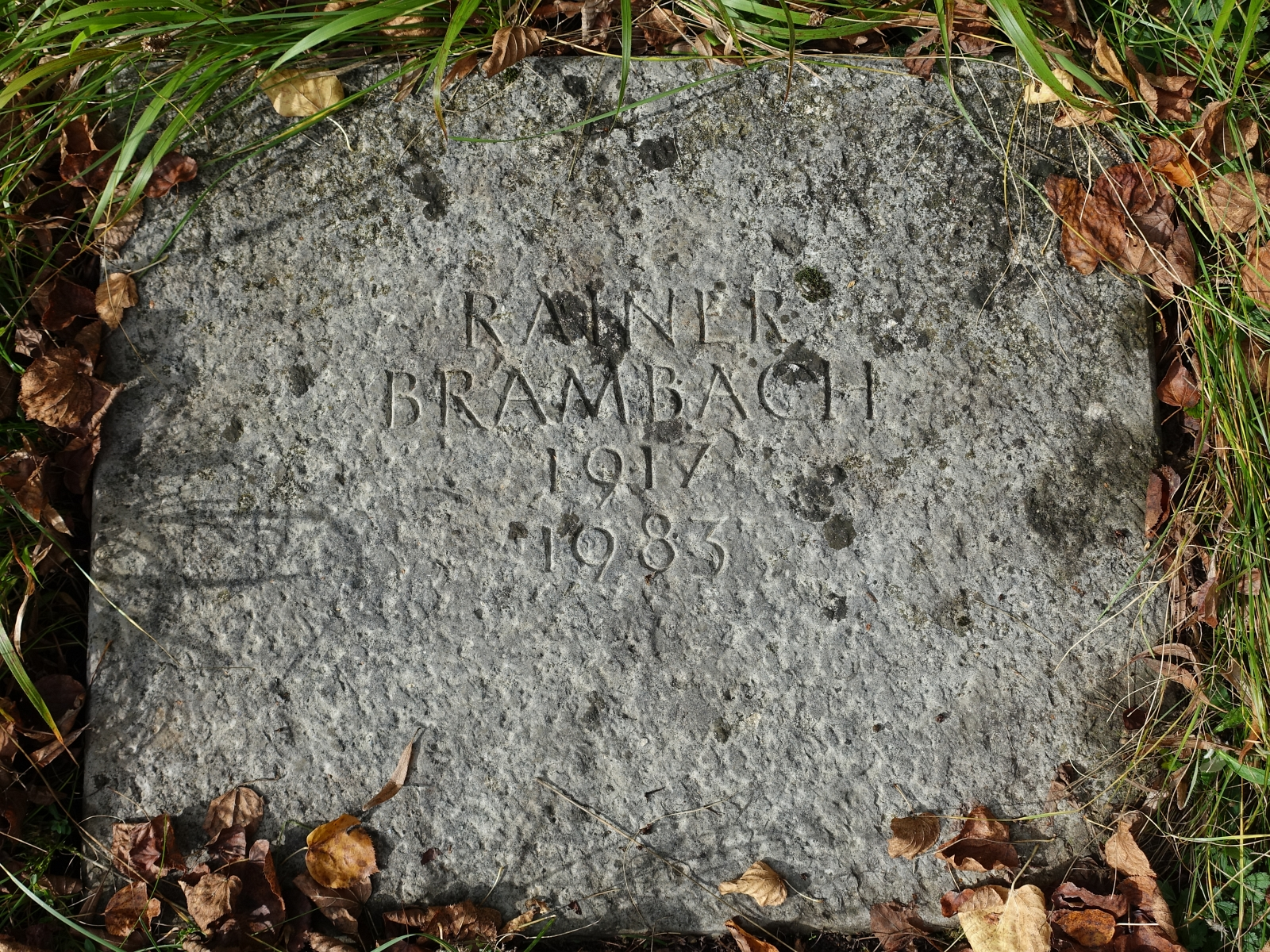
Grab von Rainer Brambach auf dem Friedhof am Hörnli

Ulea Schaub war die letzte Lebenspartnerin von Rainer Brambachs. 1966 lernte sie ihn kennen und blieb bis zu seinem Tod mit ihm zusammen. Brambach starb am 13. August 1983 und wurde am 18. August 1983 auf dem Friedhof am Hörnli begraben.
Der Nachlass von Rainer Brambach befindet sich seit 2000 in der Universitätsbibliothek Basel.

## Auszeichnungen
- 1955: Hugo-Jacobi-Preis
- 1958: Förderungspreis des Kulturkreises im Bundesverband der Deutschen Industrie
- 1965: Ehrengabe der Stadt Basel
- 1973: Levaillant-Preis
- 1977: Kunstpreis der Stadt Bern
- 1982: Kunstpreis der Stadt Basel

## Werke

### Einzelausgaben
- Sieben Gedichte. Privatdruck 1947.
- Tagwerk. Gedichte. Fretz & Wasmuth, Zürich 1959.
- Wahrnehmungen. Prosa. Fretz & Wasmuth, Zürich 1961.
- Marco Polos Koffer. Gedichte (mit Jürg Federspiel). Diogenes Verlag, Zürich 1968.
- Ich fand keinen Namen dafür. Gedichte. Diogenes Verlag, Zürich 1969.
- Für sechs Tassen Kaffee und andere Geschichten. Diogenes Verlag, Zürich 1972.
- Kneipenlieder. Gedichte (mit Frank Geerk). Illustriert von Tomi Ungerer. Diogenes Verlag, Zürich 1974[3].
- Wirf eine Münze auf. Gedichte. Diogenes Verlag, Zürich 1977.
- Niemand wird kommen.
- Auch im April. Gedichte. Diogenes Verlag, Zürich 1983.
- Zeit wär’s. Gedichte und Prosa aus dem Nachlass. Loeper, Karlsruhe 1985.

### Sammelausgaben
- Heiterkeit im Garten. Das gesamte Werk, hrsg. v. Frank Geerk. Diogenes, Zürich 1989, ISBN 3-257-01821-5.
- Briefe 1955–1983. (mit Hans Bender), hrsg. v. Hans Georg Schwark. Von Hase & Koehler, Mainz 1997, ISBN 3-7758-1360-8.
- Gesammelte Gedichte. Mit einem Nachwort von Hans Bender. Diogenes, Zürich 2003, ISBN 3-257-06351-2.
- „Nichts und niemand kann dich ersetzen“. Rainer Brambach und Günter Eich. Der Briefwechsel 1950–1973, hrsg. v. Roland Berbig. Wädenswil am Zürichsee, Nimbus, Kunst und Bücher 2021.

### Herausgeberschaft
- Günter Eich: Gedichte, Prosa, Hörspiele. Ex Libris, Zürich 1968
- Moderne deutsche Liebesgedichte von Stefan George bis zur Gegenwart. Diogenes (detebe 216), Zürich 1980, ISBN 3-257-20777-8.

### Übersetzungen
- Eugène Guillevic: Carnac und die Chansons des Antonin Blond (mit Claire Brambach). Kösel, München 1968